# Ham (Belgique)
Pour les articles homonymes, voir Ham.
Ham est une commune néerlandophone de Belgique située en Région flamande dans la province de Limbourg.
La commune devrait fusionner avec celle de Tessenderlo le 1er janvier 2025.

## Sections de la commune
| # | Section       | Superf. (km²) | Habitants (2020) | Habitants par km² | Code INS |
| - | ------------- | ------------- | ---------------- | ----------------- | -------- |
| 1 | Oostham       | 16,45         | 5.347            | 325               | 71069A   |
| 2 | Kwaadmechelen | 16,34         | 5.628            | 344               | 71069B   |

### Localités
- Kwaadmechelen: Genebos et Genendijk

## Héraldique
|  | La commune possède des armoiries qui lui ont été octroyées le 6 juin 1989. Elles sont inspirées des armoiries de la famille Van Hoensbroeck qui a dirigé les domaines de Kwaadmechelen et d'Oostham aux XVe et XVIe siècles. Hoensbroek (Pays-Bas) faisait partie du domaine de Heerlen jusqu'en 1388. Cette année-là, Herman Hoen construisit un château et emprunta la région au duc de Brabant. Le domaine a reçu le nom de Hoensbroek. La famille Hoen tzo Broeck, plus tard Hoensbroeck, resta en possession du domaine jusqu'à la période française. La famille a utilisé comme armoiries un lion de sable couronné à deux queues, cloué d'or, sur un champ d'argent à quatre barres transversales. Le sceau le plus ancien, du XVe siècle, avec une empreinte de 1449, ne montre que la crête de la famille. un deuxième sceau, utilisé jusqu'au XVIIIe siècle, affichait derrière l'écu le saint paroissial, saint Jean l'Évangéliste. Ce sceau a ensuite été inclus dans les armoiries communales. Cependant, le blason communal mentionne la langue d'or du lion; la famille a doté le lion d'une langue noire. Blasonnement : Croisé avec huit pals d'argent et gueules à un lion de sable couronné d'or sur le tout. (Traduction libre) - Délibération communale : 6 juin 1989 - Arrêté de l'exécutif de la communauté : 8 novembre 1989 Source du blasonnement : Heraldy of the World. |

## Démographie

### Évolution démographique de la commune fusionnée
En tenant compte des anciennes communes entraînées dans la fusion de communes de 1977, on peut dresser l'évolution suivante :
Les chiffres des années 1831 à 1970 tiennent compte des chiffres des anciennes communes fusionnées.
- Source : DGS - Remarque: 1831 jusqu'à 1981=recensement; depuis 1990=nombre d'habitants chaque 1er janvier[4]